# Anolis matudai
El anolis de Matuda (Anolis matudai) es una especie de lagarto que pertenece a la familia Dactyloidae. Es nativo del sur de México (Chiapas) y Guatemala.